# 红桥公园
红桥公园，位于天津市红桥区纪念馆路，位于平津战役纪念馆北侧，2004年6月建成开放，占地面积4万平方米。